# Papua Nová Guinea na letních olympijských hrách
Papua Nová Guinea na letních olympijských hrách startuje od roku 1976. Toto je přehled účastí, medailového zisku a vlajkonošů na dané sportovní události.

## Účast na Letních olympijských hrách
| Dějiště LOH            | LOH      | Vlajkonoš            | Zlatá medaile | Stříbrná medaile | Bronzová medaile | Celkem  |
| ---------------------- | -------- | -------------------- | ------------- | ---------------- | ---------------- | ------- |
| 1976 Montréal          | LOH 1976 | nikdo                |               |                  |                  | 0       |
| 1980 Moskva            | 1980     | neúčast              | neúčast       | neúčast          | neúčast          | neúčast |
| 1984 Los Angeles       | LOH 1984 | Iammogapi Launa      |               |                  |                  | 0       |
| 1988 Soul              | LOH 1988 | nikdo                |               |                  |                  | 0       |
| 1992 Barcelona         | LOH 1992 | nikdo                |               |                  |                  | 0       |
| 1996 Atlanta           | LOH 1996 | Subul Babo           |               |                  |                  | 0       |
| 2000 Sydney            | LOH 2000 | Xenia Peni           |               |                  |                  | 0       |
| 2004 Athény            | LOH 2004 | Dika Toua            |               |                  |                  | 0       |
| 2008 Peking            | LOH 2008 | Ryan Pini            |               |                  |                  | 0       |
| 2012 Londýn            | LOH 2012 | Toea Wisil           |               |                  |                  | 0       |
| 2016 Rio de Janeiro    | LOH 2016 | Ryan Pini            |               |                  |                  | 0       |
| 2020 Tokio             | LOH 2020 | Dika Toua Morea Baru |               |                  |                  | 0       |
| 2024 Paříž             | LOH 2024 |                      |               |                  |                  | x       |
| Celkem                 | 11       |                      | 0             | 0                | 0                | 0       |
| Zdroj na Olympedia.org |          |                      |               |                  |                  |         |